# Jean-Éric Vergne
Jean-Éric Serge Raymond Vergne (Pontoise, Francia; 25 de abril de 1990) más conocido como Jean-Éric Vergne, es un piloto de automovilismo francés. Fue campeón de la Fórmula 3 Británica en 2010, piloto de la escudería Toro Rosso en Fórmula 1 desde 2012 hasta 2014 y fue piloto de desarrollo de Ferrari durante 2016. Es bicampeón de la Fórmula E en 2017-18 y 2018-19 con Techeetah. Desde 2022 es piloto del equipo DS Penske.

## Carrera

### Karting
Vergne comenzó su carrera en el karting en 2001, y tres años más tarde se convirtió en subcampeón en el campeonato de Francia Rotax Max. En 2005, terminó en segunda posición del Campeonato, en la clase ICA Europea. Al año siguiente logró el punto culminante de su carrera de karting, terminando séptimo en la Premier Fórmula A del Campeonato del Mundo.

### Fórmula Renault 1.6 y 2.0
En 2007, Vergne se trasladó hasta las carreras de monoplazas, uniéndose a la Francia de Fórmula Renault Campus de la serie que ganó cómodamente en el primer intento, consiguiendo diez podios de trece carreras en el proceso. Vergne se convirtió en miembro de la famosa Red Bull Junior Team y del deporte automovilístico de la Federación Francesa (FFSA), a la conclusión de la temporada 2007.
La temporada siguiente, Vergne compitió tanto en la Eurocup Formula Renault 2.0 y la Fórmula Renault 2.0 WEST European Cup con SG Formula. Terminó sexto en la Eurocopa, teniendo nueve puntos de puntuación posiciones en catorce carreras, incluyendo un podio en la última carrera de la temporada en Barcelona. En la Copa de Europa Occidental, que ocupó el cuarto lugar en el campeonato, anotando tres podio lugares.
En ambas series, que terminó como el conductor más novato puesto, y además, también ganó el francés de Fórmula Renault 2.0, título que fue otorgado a la mejor piloto francés en la clasificación de la Copa de Europa occidental.
Para el año 2009, Vergne se mantuvo en los dos campeonatos con SG Formula. Terminó segundo detrás piloto español Albert Costa en la Eurocup, y también terminó en segundo lugar a Costa en el WEC.

### Fórmula 3 Británica
En 2010 se vio a Vergne pasar a la Fórmula 3 Británica, con Carlin Motorsport. Él consiguió 12 victorias en las primeras 24 carreras, incluyendo tres victorias de tres en la ronda de Spa-Francorchamps. Esto fue suficiente para darle el título a falta de seis carreras en la temporada. Fue el tercer año consecutivo que un piloto del Equipo Júnior de Red Bull gana el título con el equipo Carlin.

### Fórmula Renault 3.5
Junto con su campaña de la Fórmula Tres, Vergne se debió a competir en la Fórmula Renault 3.5 Series con SG Formula. Sin embargo, los gastos de la Fórmula sacó una semana antes de la primera carrera, lo que significa que Vergne podría concentrarse en su temporada de Fórmula Tres.

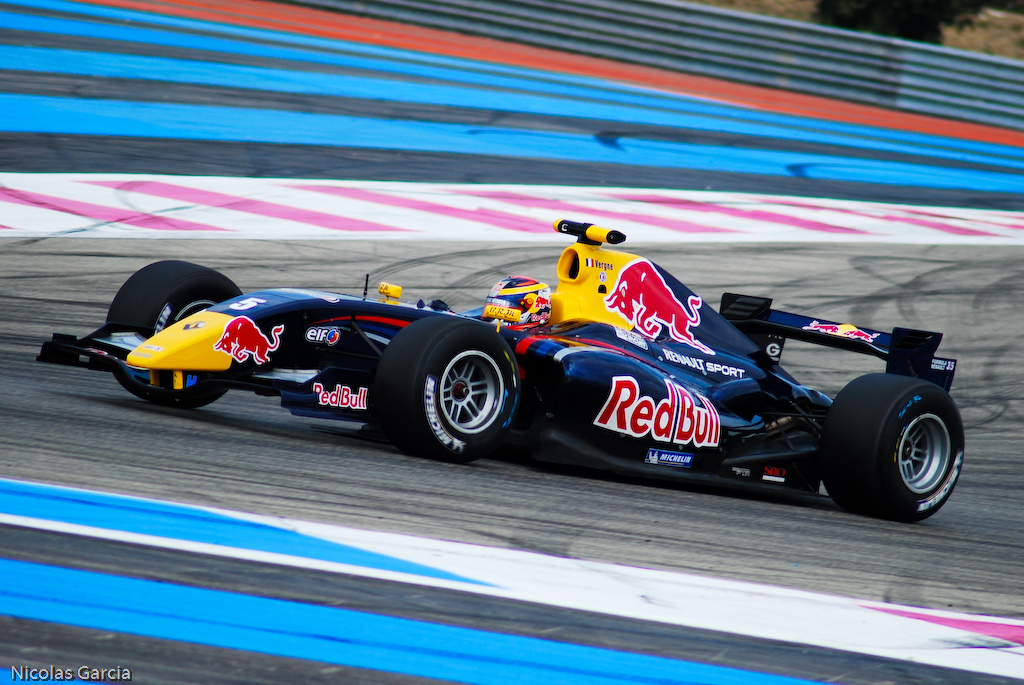
Jean-Éric Vergne en la Fórmula Renault 3.5

En julio de 2010, se anunció que sustituiría a Brendon Hartley en Tech 1 Racing para las tres últimas pruebas de la temporada después de que el neozelandés fue despedido del Red Bull Junior Team.
En el 2011 disputa toda la temporada con Carlin Motorsport, en la cual finaliza 2.º en el campeonato a 9 puntos de su compañero de escudería y campeón Robert Wickens.

### GP3 Series
En mayo de 2010, Vergne fue firmado por Tech 1 Racing para disputar la primera ronda de la Serie GP3 en Barcelona. Fue reemplazado por su compatriota Jim Pla para la siguiente ronda en Turquía, ya que se enfrentaron con las fechas de la Fórmula Tres Británica caso en Hockenheim, pero regresó al equipo para la siguiente ronda en Valencia.  Sin embargo, a principios de julio se anunció que Daniel Juncadella tomaría el asiento de Vergne en el equipo para el resto de la temporada.

### Fórmula 1
Vergne tuvo su primera salida en un coche de Fórmula 1 en el Goodwood Festival of Speed, en julio de 2010, la conducción de un Red Bull Racing RB5. En septiembre de 2010, se anunció que iba a conducir para Toro Rosso en el test de postemporada que se celebraría en el Circuito Yas Marina, en noviembre. Igualmente, probó el monoplaza de la escudería italiana en los entrenamientos libres de Corea, Brasil y Abu Dabi.

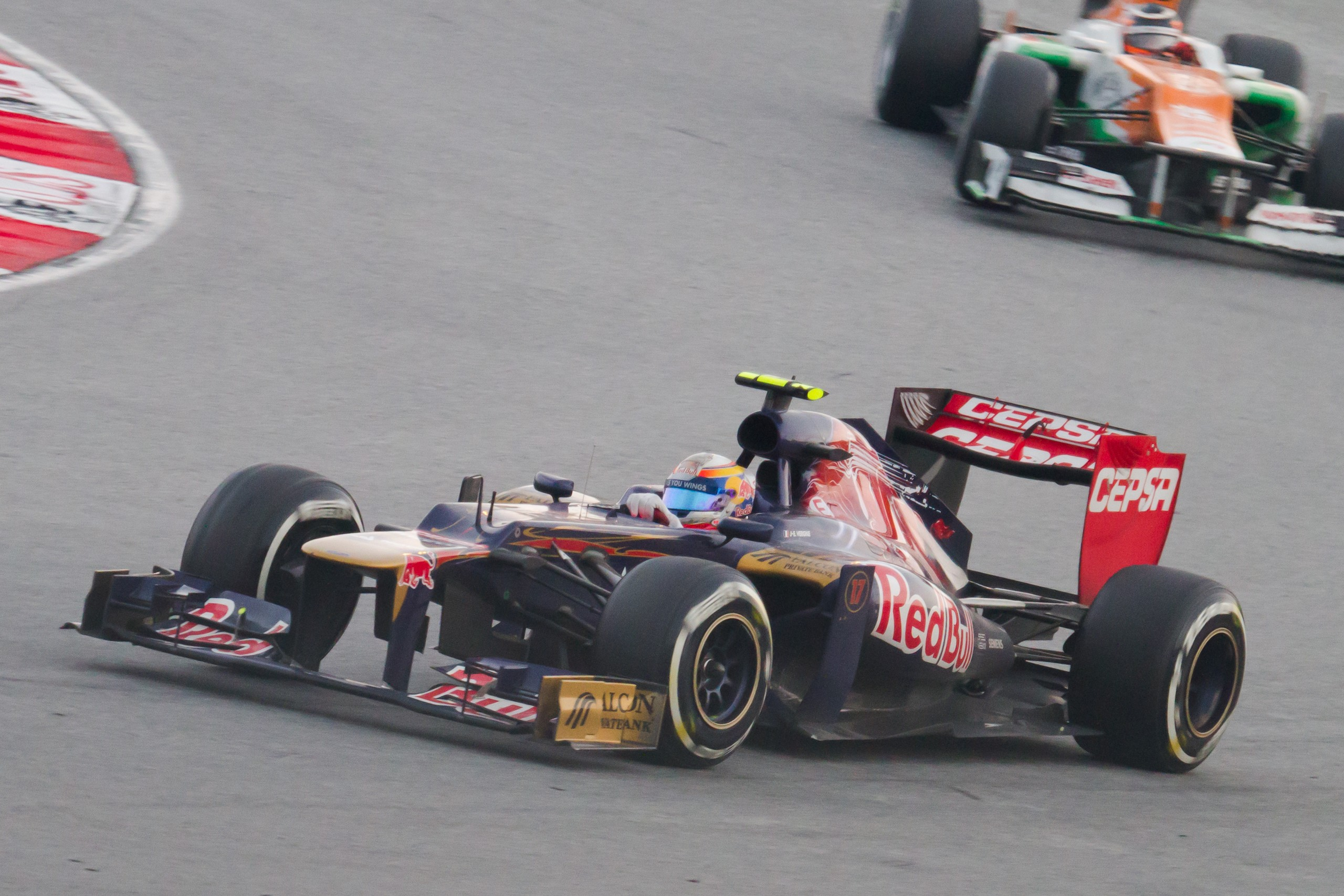
Jean-Éric Vergne con el Toro Rosso STR7.

El 14 de diciembre de 2011 se anuncia oficialmente que Vergne sería piloto titular de Toro Rosso en 2012. Pese a su inexperiencia, consigue sus primeros puntos apenas en su segunda carrera, el Gran Premio de Malasia, al finalizar en octavo puesto. Un error estratégico de su escudería en Mónaco le privó de acabar nuevamente en el top ten. No volvió a puntuar hasta el GP de Bélgica, ya que el Toro Rosso era el 4.º peor monoplaza de la parrilla. Otra sólida carrera (8.º en Corea) fue el preludio de su renovación con la escudería de Faenza. Finalmente, terminó la temporada logrando otra 8.ª plaza en Brasil, sumando más puntos que su más experimentado compañero de equipo.
Vergne consiguió su primer punto del 2013 terminando 10.º en el GP de Malasia. Tras tres carreras sin fortuna, en el GP de Mónaco consigue terminar en 8.ª posición, y en Canadá completa una gran actuación con su mejor resultado en la máxima categoría (6.º). Pero de nuevo el francés se ve asolado por problemas mecánicos en Silverstone y Nürburgring. Tras concluir dos pruebas en 12.ª posición, nuevamente regresa el infortunio en forma de avería, que impide a Vergne regresar a los puntos.
El 21 de octubre, Vergne es confirmado por tercer año en Toro Rosso. Comenzó la temporada 2014 puntuando (8.º en Australia), pero luego sufrió dos abandonos consecutivos por avería. En China fue 12.º, y de nuevo no pudo terminar las dos siguientes carreras por problemas de fiabilidad, perdiendo la ocasión de sumar más puntos. Especialmente desafortunado fue el problema de motor en Mónaco, donde llegó a rodar en 6.º puesto. En otra carrera caótica en Canadá, su coche sí le permitió llegar al final y volvió a obtener un 8.º puesto. En Hungría rodó varias vueltas en las primeras posiciones y concluyó en 9.ª plaza. Sin embargo, pese a llevar más puntos que su compañero, el hecho de perder los duelos particulares pesó más y el equipo decidió apostar por Max Verstappen, prescindiendo de Vergne en 2015. No obstante, tras la salida de Sebastian Vettel hacia Ferrari, Daniil Kvyat pasaba a Red Bull Racing, lo que dejó un hueco que podía ser ocupado por Vergne. Pero finalmente, el 26 de noviembre, el propio piloto francés anuncia que no continuará en la escudería.
El 19 de diciembre de 2014, Ferrari confirma a Vergne como piloto de desarrollo de la escudería en 2015. Puesto que ocuparía hasta principios de 2017.

### Fórmula E

#### Andretti Autosport
Después de no poder asegurarse un asiento para la temporada 2015 de Fórmula 1, se cambió al Campeonato FIA Fórmula E y firma por Andretti Autosport. Vergne hizo su debut en la tercera carrera de la temporada en Uruguay y se aseguró la pole position. Vergne fue adelantado al inicio por Nelson Piquet, Jr., y retomó el liderato en la vuelta 12. Después del pit stops Vergne concedió la ventaja a Sébastien Buemi, pero atacó a Buemi hasta retirarse debido a una suspensión rota dos vueltas antes del final de la carrera. Logró su primer podio en Long Beach, terminando segundo por detrás del ganador de la carrera Piquet. Terminó tercero en la primera carrera en el ePrix de Londres, pasando a Piquet y a Lucas di Grassi en el proceso. En la segunda carrera, terminó 16.º después de recibir una penalización de drive-through. Terminó séptimo en la clasificación final del campeonato, con 70 puntos.

#### DS Virgin Racing
El 8 de agosto de 2015, se anunció que Vergne se uniría al equipo DS Virgin Racing para la temporada 2015-16 de Fórmula E, en asociación con Sam Bird. Vergne no pudo competir al nivel de Bird y terminó noveno en el campeonato. En julio de 2016, se anunció que Vergne competiría con el recién formado Techeetah, tras la adquisición de Team Aguri. Vergne pasó a anotar los primeros podios, la vuelta más rápida y la primera victoria del equipo en el final de la temporada 2016/2017 en Montreal. Se confirmó que Vergne continuará con el equipo en la temporada 2017/2018.

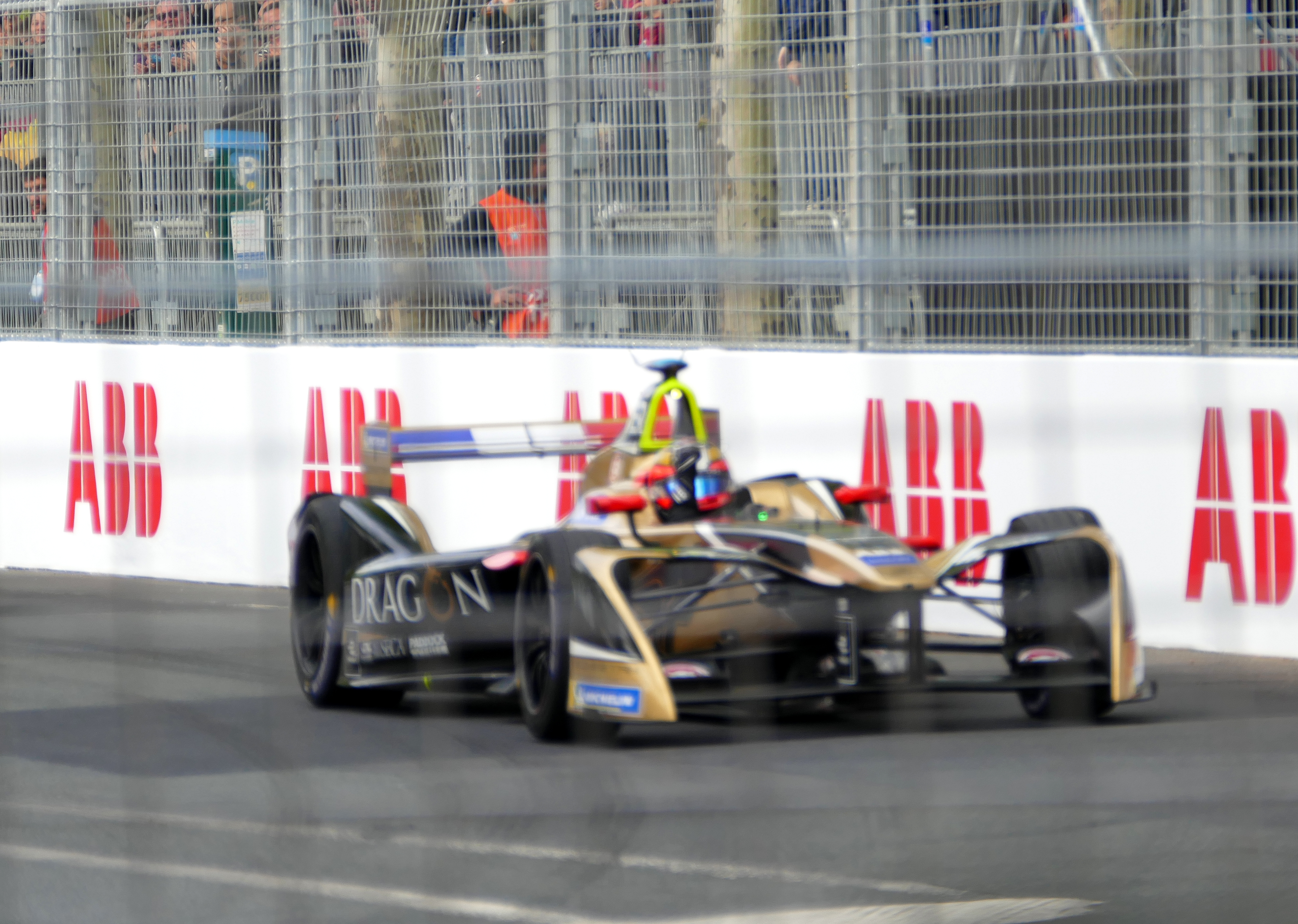
Vergne en el París ePrix de 2018, con monoplaza de Techeetah.

#### Techeetah
En julio de 2016, se anunció que Vergne competiría con el recién formado Techeetah, tras la adquisición de Team Aguri. Vergne pasó a anotar los primeros podios, la vuelta más rápida y la primera victoria del equipo en la final de la temporada 2016/2017 en Montreal.
Se confirma que Vergne continuaría con el equipo en la temporada 2017-2018. Logró su segunda victoria en el ePrix de Santiago 2018 y logró su tercera en el ePrix Punta del Este 2018. Luego de completar una serie consistente de puntos, Vergne se adjudicó el título con una carrera de sobra en Nueva York, convirtiéndose en el cuarto piloto campeón diferente en cuatro temporadas.
En la siguiente temporada, la marca DS llegó a Techeetah. Vergne ganó los ePrixs de Sanya, Mónaco y Berlín, y se proclamó como el primer bicampeón de la categoría. En 2019-20, su nuevo compañero António Félix da Costa ganó el título, mientras que el francés finalizó tercero con una victoria.

## Resumen de carrera
| Temporada | Categoría                                              | Equipo                      | Carreras     | Victorias    | Poles        | VR           | Podios       | Puntos       | Pos.         |
| --------- | ------------------------------------------------------ | --------------------------- | ------------ | ------------ | ------------ | ------------ | ------------ | ------------ | ------------ |
| 2007      | Fórmula Campus Renault                                 | Formule Campus              | 13           | 6            | 5            | ?            | 10           | 189          | 1.º          |
| 2008      | Eurocopa de Fórmula Renault 2.0                        | SG Formula                  | 14           | 0            | 0            | 0            | 1            | 58           | 6.º          |
| 2008      | Fórmula Renault 2.0 WEC                                | SG Formula                  | 15           | 0            | 0            | 0            | 3            | 95           | 4.º          |
| 2009      | Eurocopa de Fórmula Renault 2.0                        | SG Formula                  | 14           | 4            | 5            | 2            | 9            | 128          | 2.º          |
| 2009      | Fórmula Renault 2.0 WEC                                | SG Formula                  | 14           | 3            | 2            | 0            | 10           | 143          | 2.º          |
| 2010      | Fórmula 3 Británica                                    | Carlin                      | 30           | 13           | 11           | 13           | 20           | 392          | 1.º          |
| 2010      | Masters de Fórmula 3                                   | Carlin                      | 1            | 0            | 0            | 1            | 0            | N/A          | 4.º          |
| 2010      | GP3 Series                                             | Tech 1 Racing               | 4            | 0            | 0            | 0            | 0            | 9            | 17.º         |
| 2010      | Fórmula Renault 3.5                                    | Tech 1 Racing               | 4            | 1            | 0            | 0            | 1            | 31           | 13.º         |
| 2011      | Fórmula Renault 3.5                                    | Carlin Motorsport           | 17           | 5            | 4            | 1            | 9            | 232          | 2.º          |
| 2012      | Fórmula 1                                              | Scuderia Toro Rosso         | 20           | 0            | 0            | 0            | 0            | 16           | 17.º         |
| 2013      | Fórmula 1                                              | Scuderia Toro Rosso         | 19           | 0            | 0            | 0            | 0            | 13           | 15.º         |
| 2014      | Fórmula 1                                              | Scuderia Toro Rosso         | 19           | 0            | 0            | 0            | 0            | 22           | 13.º         |
| 2014-15   | Fórmula E                                              | Andretti Autosport          | 9            | 0            | 3            | 1            | 2            | 70           | 7.º          |
| 2015-16   | Fórmula E                                              | DS Virgin Racing            | 10           | 0            | 1            | 0            | 2            | 56           | 9.º          |
| 2016-17   | Fórmula E                                              | Techeetah                   | 12           | 1            | 0            | 0            | 5            | 117          | 5.º          |
| 2017      | Campeonato Mundial de Resistencia de la FIA - LMP2     | CEFC Manor TRS Racing       | 6            | 0            | 0            | 0            | 1            | 71           | 10.º         |
| 2017      | 24 Horas de Le Mans - LMP2                             | CEFC Manor TRS Racing       | 1            | 0            | 0            | 0            | 0            | N/A          | 6.º          |
| 2017-18   | Fórmula E                                              | Techeetah                   | 12           | 4            | 4            | 0            | 6            | 198          | 1.º          |
| 2018      | European Le Mans Series                                | G-Drive Racing              | 3            | 3            | 0            | 1            | 3            | 75           | 2.º          |
| 2018      | 24 Horas de Le Mans - LMP2                             | G-Drive Racing              | 1            | 0            | 0            | 0            | 0            | N/A          | DSQ          |
| 2018-19   | Fórmula E                                              | DS Techeetah Formula E Team | 13           | 3            | 1            | 3            | 5            | 136          | 1.º          |
| 2018-19   | Campeonato Mundial de Resistencia de la FIA - LMP2     | TDS Racing                  | 1            | 0            | 0            | 0            | 0            | 12           | 16.º         |
| 2019      | 24 Horas de Le Mans - LMP2                             | G-Drive Racing              | 1            | 0            | 0            | 0            | 0            | N/A          | 6.º          |
| 2019-20   | Fórmula E                                              | DS Techeetah                | 11           | 1            | 2            | 0            | 3            | 86           | 3.º          |
| 2020      | European Le Mans Series - LMP2                         | G-Drive Racing              | 1            | 0            | 0            | 0            | 1            | 18           | 13.º         |
| 2020-21   | Fórmula E                                              | DS Techeetah                | 15           | 1            | 1            | 0            | 2            | 80           | 10.º         |
| 2021      | European Le Mans Series - LMP2                         | IDEC Sport                  | 1            | 0            | 0            | 0            | 0            | 2            | 30.º         |
| 2021-22   | Fórmula E                                              | DS Techeetah                | 16           | 0            | 2            | 0            | 5            | 144          | 4.º          |
| 2022      | Campeonato Mundial de Resistencia de la FIA - Hypercar | Peugeot TotalEnergies       | 3            | 0            | 0            | 1            | 0            | 12           | 10.º         |
| 2022-23   | Fórmula E                                              | DS Penske                   | 16           | 1            | 0            | 2            | 3            | 107          | 5.º          |
| 2023      | Campeonato Mundial de Resistencia de la FIA - Hypercar | Peugeot TotalEnergies       | 7            | 0            | 0            | 0            | 1            | 51           | 8.°          |
| 2023-24   | Fórmula E                                              | DS Penske                   | 16           | 0            | 3            | 0            | 3            | 139          | 5.°          |
| 2024      | Campeonato Mundial de Resistencia de la FIA - Hypercar | Peugeot TotalEnergies       | 6            | 0            | 0            | 0            | 0            | 20           | 19.°         |
| 2024-25   | Fórmula E                                              | DS Penske                   | Disputándose | Disputándose | Disputándose | Disputándose | Disputándose | Disputándose | Disputándose |
| 2025      | Campeonato Mundial de Resistencia de la FIA - Hypercar | Peugeot TotalEnergies       | Disputándose | Disputándose | Disputándose | Disputándose | Disputándose | Disputándose | Disputándose |
| Fuente:   |                                                        |                             |              |              |              |              |              |              |              |

## Resultados

### GP3 Series
(Clave) (negrita indica pole position) (cursiva indica vuelta rápida puntuable)

| Año  | Escudería     | 1   | 1   | 2   | 2   | 3   | 3   | 4   | 4   | 5   | 5   | 6   | 6   | 7   | 7   | 8   | 8   | Pos. | Puntos | Ref.   |
| ---- | ------------- | --- | --- | --- | --- | --- | --- | --- | --- | --- | --- | --- | --- | --- | --- | --- | --- | ---- | ------ | ------ |
| 2010 | Tech 1 Racing | BAR | BAR | EST | EST | VAL | VAL | SIL | SIL | HOC | HOC | BUD | BUD | SPA | SPA | MNZ | MNZ | 17.º | 9      | [ 36 ] |
| 2010 | Tech 1 Racing | 5   | 21  |     |     | 4   | 17  |     |     |     |     |     |     |     |     |     |     | 17.º | 9      | [ 36 ] |

### Fórmula 1
(Clave) (negrita indica pole position) (cursiva indica vuelta rápida)

| Año     | Escudería           | 1      | 2       | 3       | 4       | 5       | 6       | 7      | 8       | 9       | 10     | 11     | 12      | 13      | 14      | 15     | 16     | 17     | 18     | 19      | 20    | Pos. | Puntos |
| ------- | ------------------- | ------ | ------- | ------- | ------- | ------- | ------- | ------ | ------- | ------- | ------ | ------ | ------- | ------- | ------- | ------ | ------ | ------ | ------ | ------- | ----- | ---- | ------ |
| 2011    | Scuderia Toro Rosso | AUS    | MYS     | CHN     | TUR     | ESP     | MON     | CAN    | EUR     | GBR     | GER    | HUN    | BEL     | ITA     | SIN     | JPN    | RCO TD | IND    | ABU TD | BRA TD  |       |      |        |
| 2012    | Scuderia Toro Rosso | AUS 11 | MYS 8   | CHN 16  | BHR 14  | ESP 12  | MON 12  | CAN 15 | EUR Ret | GBR 14  | GER 14 | HUN 16 | BEL 8   | ITA Ret | SIN Ret | JPN 13 | RCO 8  | IND 15 | ABU 12 | USA Ret | BRA 8 | 17.º | 16     |
| 2013    | Scuderia Toro Rosso | AUS 12 | MYS 10  | CHN 12  | BHR Ret | ESP Ret | MON 8   | CAN 6  | GBR Ret | GER Ret | HUN 12 | BEL 12 | ITA Ret | SIN 14  | RCO 18† | JPN 12 | IND 13 | ABU 17 | USA 16 | BRA 15  |       | 15.º | 13     |
| 2014    | Scuderia Toro Rosso | AUS 8  | MYS Ret | BHR Ret | CHN 12  | ESP Ret | MON Ret | CAN 8  | AUT Ret | GBR 10  | GER 13 | HUN 9  | BEL 11  | ITA 13  | SIN 6   | JPN 9  | RUS 13 | USA 10 | BRA 13 | ABU 12  |       | 13.º | 22     |
| Fuente: |                     |        |         |         |         |         |         |        |         |         |        |        |         |         |         |        |        |        |        |         |       |      |        |

### Fórmula E
(Clave) (negrita indica pole position) (cursiva indica vuelta rápida)

| Año     | Equipo                      | 1       | 2       | 3       | 4      | 5       | 6       | 7       | 8       | 9     | 10     | 11      | 12      | 13      | 14      | 15      | 16     | Pos. | Puntos |
| ------- | --------------------------- | ------- | ------- | ------- | ------ | ------- | ------- | ------- | ------- | ----- | ------ | ------- | ------- | ------- | ------- | ------- | ------ | ---- | ------ |
| 2014-15 | Andretti Autosport          | BEI     | PUT     | PDE 14† | BUE 6  | MIA 18† | LBH 2   | MON Ret | BER 7   | MOS 4 | LON 3  | LON 16† |         |         |         |         |        | 7.º  | 70     |
| 2015-16 | DS Virgin Racing            | BEI 12  | PUT Ret | PDE 7   | BUE 11 | MEX 16  | LBH 13  | PAR 2   | BER 5   | LON 3 | LON 8  |         |         |         |         |         |        | 9.º  | 56     |
| 2016-17 | Techeetah                   | HKG Ret | MAR 8   | BUE 2   | MEX 2  | MON Ret | PAR Ret | BER 8   | BER 6   | NYC 2 | NYC 8  | MTR 2   | MTR 1   |         |         |         |        | 5.º  | 117    |
| 2017-18 | Techeetah                   | HKG 2   | HKG 4   | MAR 5   | SAN 1  | MEX 5   | PDE 1   | ROM 5   | PAR 1   | BER 3 | ZUC 10 | NYC 5   | NYC 1   |         |         |         |        | 1.º  | 198    |
| 2018-19 | DS Techeetah Formula E Team | ALD 2   | MAR 5   | SAN Ret | MEX 13 | HKG 13  | SNY 1   | ROM 14  | PAR 5   | MON 1 | BER 3  | BRN 1   | NYC 15  | NYC 7   |         |         |        | 1.º  | 136    |
| 2019-20 | DS Techeetah                | DIR Ret | DIR 8   | SAN Ret | MEX 4  | MAR 3   | BER NC  | BER 10  | BER 3   | BER 1 | BER 18 | BER 7   |         |         |         |         |        | 3.º  | 86     |
| 2020-21 | DS Techeetah                | DIR 15  | DIR 12  | ROM 1   | ROM 11 | VAL 9   | VAL 7   | MON 12  | PUE Ret | PUE 8 | NYC 2  | NYC Ret | LON 12  | LON 12  | BER 6   | BER 11  |        | 10.º | 80     |
| 2021-22 | DS Techeetah                | DIR 8   | DIR 6   | MEX 3   | ROM 4  | ROM 2   | MON 3   | BER 2   | BER 9   | YAK 2 | MAR 4  | NYC 18  | NYC Ret | LON 14  | LON Ret | SEÚ 6   | SEÚ 6  | 4.º  | 144    |
| 2022-23 | DS Penske                   | MEX 12  | DIR 7   | DIR 16  | HYD 1  | CAB 2   | SÃO 5   | BER 7   | BER 3   | MON 7 | YAK 5  | YAK 16  | PRT 11  | ROM 5   | ROM 15  | LON Ret | LON 22 | 5.º  | 107    |
| 2023-24 | DS Penske Formula E Team    | MEX 6   | DIR 2   | DIR 8   | SÃO 7  | TOK 12  | MIS 6   | MIS 7   | MON 4   | BER 2 | BER 10 | SHA 6   | SHA 7   | PRT 3   | PRT 5   | LON 17  | LON 6  | 6.º  | 137    |
| 2024-25 | DS Penske                   | SÃO 9   | MEX 5   | YED 6   | YED 7  | MIA 12  | MON 12  | MON 6   | TOK 8   | TOK 6 | SHA 2  | SHA 5   | YAK 15  | BER Ret | BER 3   | LON 5   | LON 15 | 6.º  | 99     |
| Fuente: |                             |         |         |         |        |         |         |         |         |       |        |         |         |         |         |         |        |      |        |

- † El piloto no finalizó la carrera, pero se clasificó al completar el 90%.

### Campeonato Mundial de Resistencia de la FIA
(Clave) (negrita indica pole position) (cursiva indica vuelta rápida)

| Año     | Escudería             | Clase    | Automóvil       | 1   | 2   | 3   | 4   | 5   | 6   | 7   | 8   | 9   | Pos. | Puntos | Ref.   |
| ------- | --------------------- | -------- | --------------- | --- | --- | --- | --- | --- | --- | --- | --- | --- | ---- | ------ | ------ |
| 2017    | CEFC Manor TRS Racing | LMP2     | Oreca 07-Gibson | SIL | SPA | LMS | NÜR | MEX | COA | FUJ | SHA | BHR | 10.º | 81     | [ 38 ] |
| 2017    | CEFC Manor TRS Racing | LMP2     | Oreca 07-Gibson | 6   | 7   | 4   |     | 3   | 6   | 5   | 9   | 6   | 10.º | 81     | [ 38 ] |
| 2018-19 | TDS Racing            | LMP2     | Oreca 07-Gibson | SPA | LMS | SIL | FUJ | SHA | SEB | SPA | LMS |     | 16.º | 12     | [ 39 ] |
| 2018-19 | TDS Racing            | LMP2     | Oreca 07-Gibson | 4   |     |     |     |     |     |     |     |     | 16.º | 12     | [ 39 ] |
| 2022    | Peugeot TotalEnergies | Hypercar | Peugeot 9X8     | SEB | SPA | LMS | MNZ | FUJ | BHR |     |     |     | 10.º | 12     |        |
| 2022    | Peugeot TotalEnergies | Hypercar | Peugeot 9X8     |     |     |     | DNF | 4   | DNF |     |     |     | 10.º | 12     |        |
| 2023    | Peugeot TotalEnergies | Hypercar | Peugeot 9X8     | SEB |     | SPA | LMS | MNZ | FUJ | BHR |     |     | 8.º  | 51     | [ 40 ] |
| 2023    | Peugeot TotalEnergies | Hypercar | Peugeot 9X8     | 9   | 7   | 8   | 6   | 3   | 8   | 9   |     |     | 8.º  | 51     | [ 40 ] |
| 2024    | Peugeot TotalEnergies | Hypercar | Peugeot 9X8     | CAT | IMO | SPA | LMS | SAO | LSL | FUJ | BHR |     | 19.º | 18     | [ 41 ] |
| 2024    | Peugeot TotalEnergies | Hypercar | Peugeot 9X8     | DSQ | 9   |     | 12  | 8   | 12  | 4   |     |     | 19.º | 18     | [ 41 ] |

### 24 Horas de Le Mans
| Año     | Equipo                | Copilotos                      | Automóvil       | Clase    | Vueltas | Pos. | Pos. Clase |
| ------- | --------------------- | ------------------------------ | --------------- | -------- | ------- | ---- | ---------- |
| 2017    | CEFC Manor TRS Racing | Tor Graves Jonathan Hirschi    | Oreca 07-Gibson | LMP2     | 360     | 7.º  | 6.º        |
| 2018    | G-Drive Racing        | Roman Rusinov Andrea Pizzitola | Oreca 07-Gibson | LMP2     | 369     | DSQ  | DSQ        |
| 2019    | G-Drive Racing        | Roman Rusinov Job van Uitert   | Aurus 01-Gibson | LMP2     | 364     | 11.º | 6.º        |
| 2020    | G-Drive Racing        | Roman Rusinov Mikkel Jensen    | Aurus 01-Gibson | LMP2     | 367     | 9.º  | 5.º        |
| 2023    | Peugeot TotalEnergies | Paul di Resta Mikkel Jensen    | Peugeot 9X8     | Hypercar | 330     | 8.º  | 8.º        |
| 2024    | Peugeot TotalEnergies | Mikkel Jensen Nico Müller      | Peugeot 9X8     | Hypercar | 309     | 12.° | 12.°       |
| Fuente: |                       |                                |                 |          |         |      |            |